# 북마케도니아의 재외공관 목록

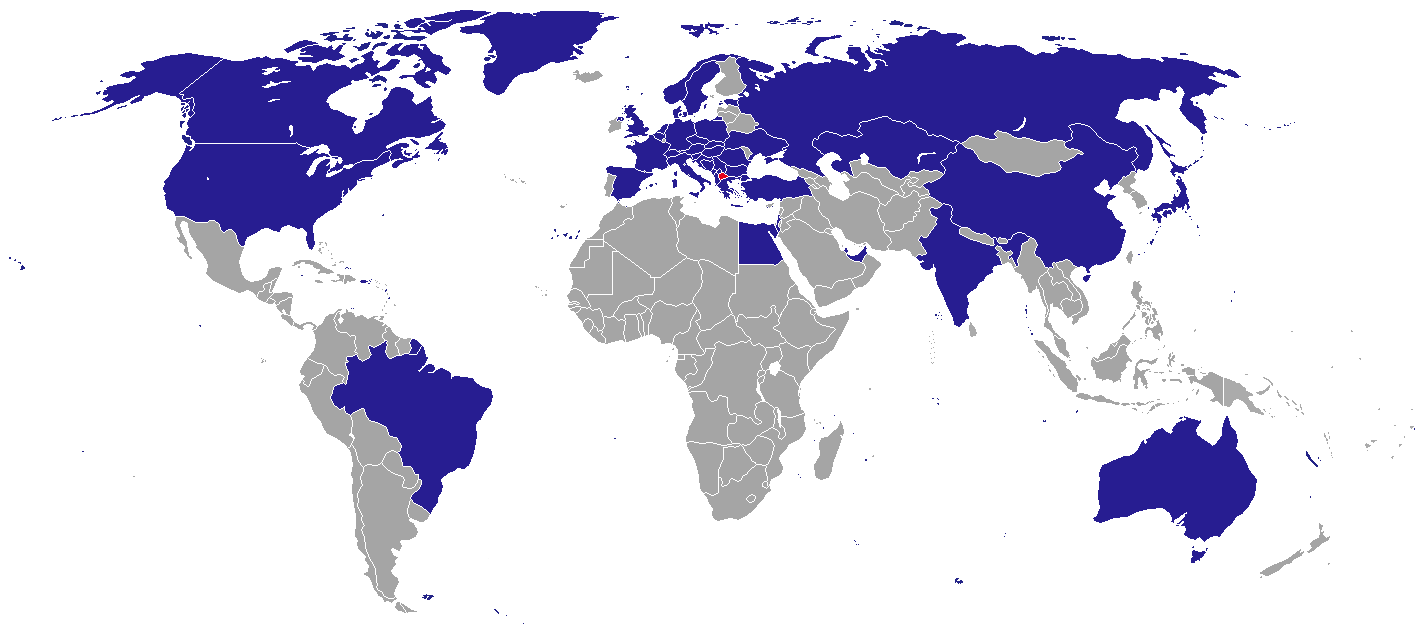
각국에 설치된 북마케도니아의 재외공관들.

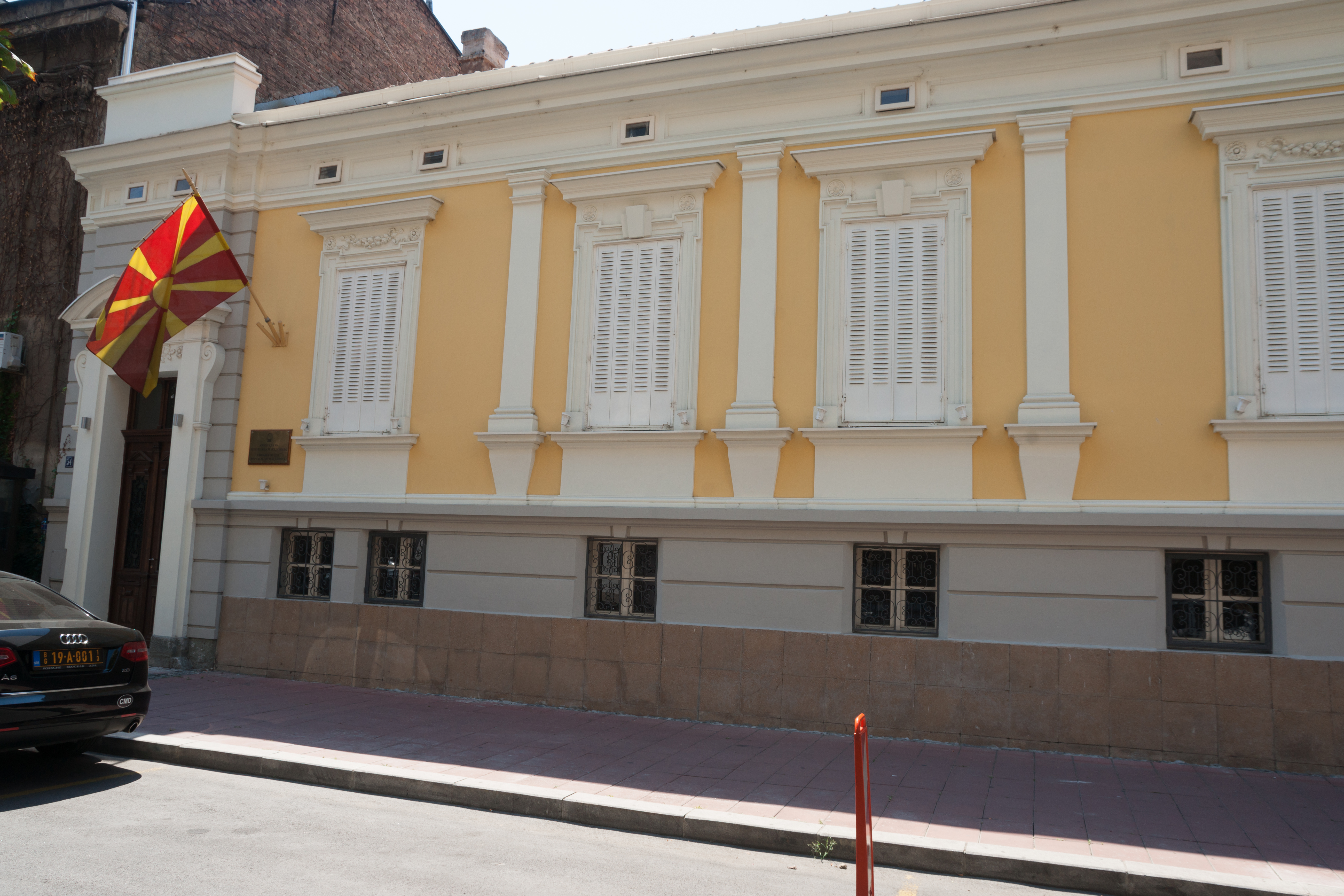
베오그라드 주재 북마케도니아 대사관

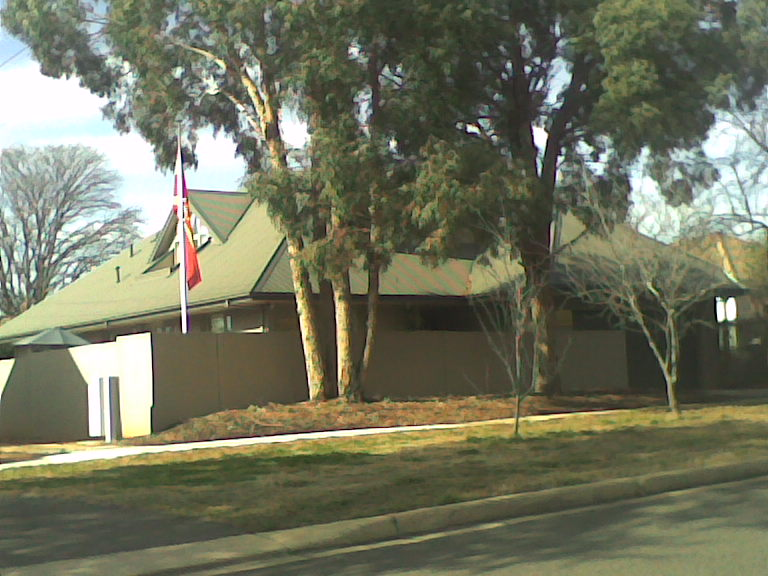
캔버라 주재 북마케도니아 대사관

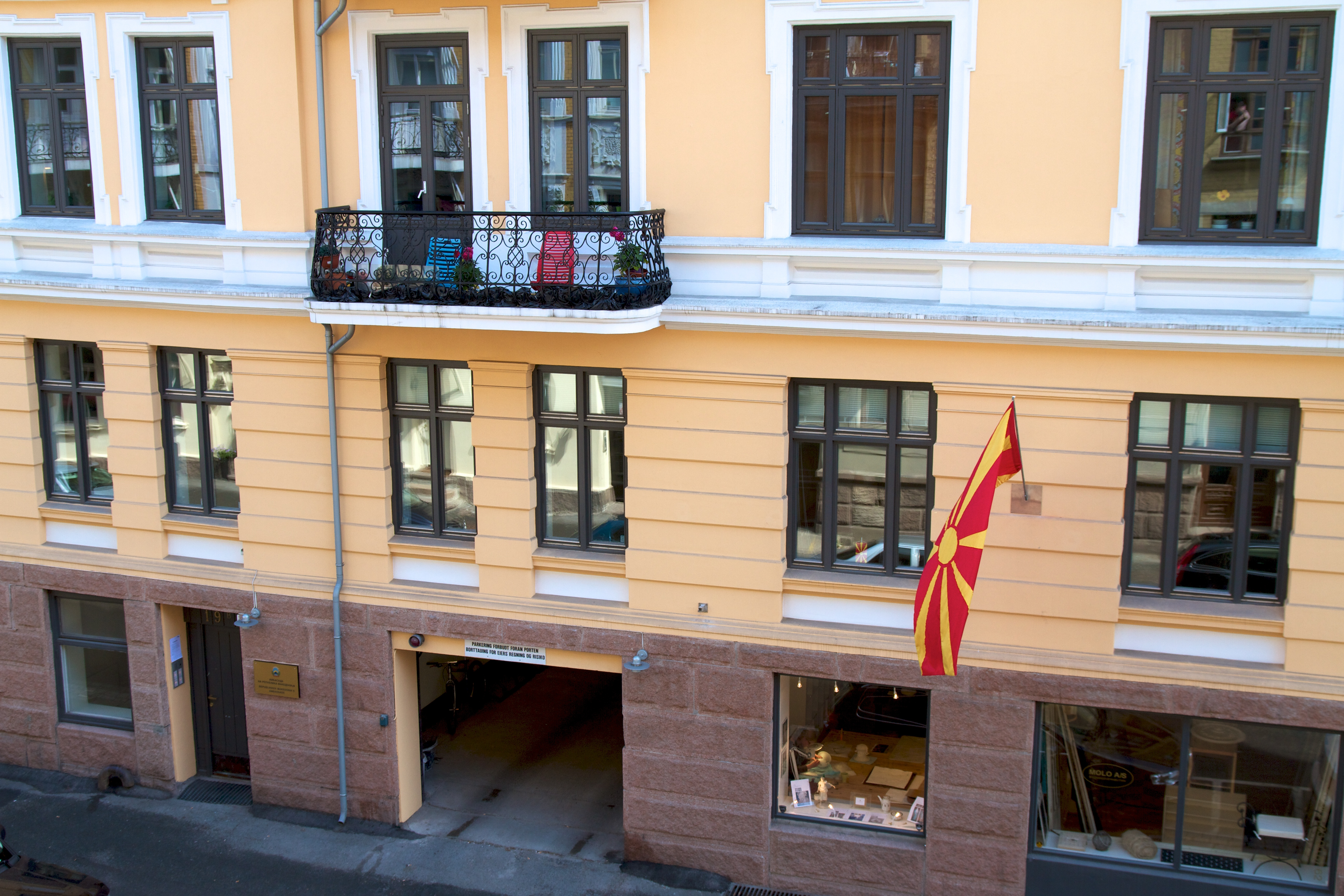
오슬로 주재 북마케도니아 대사관

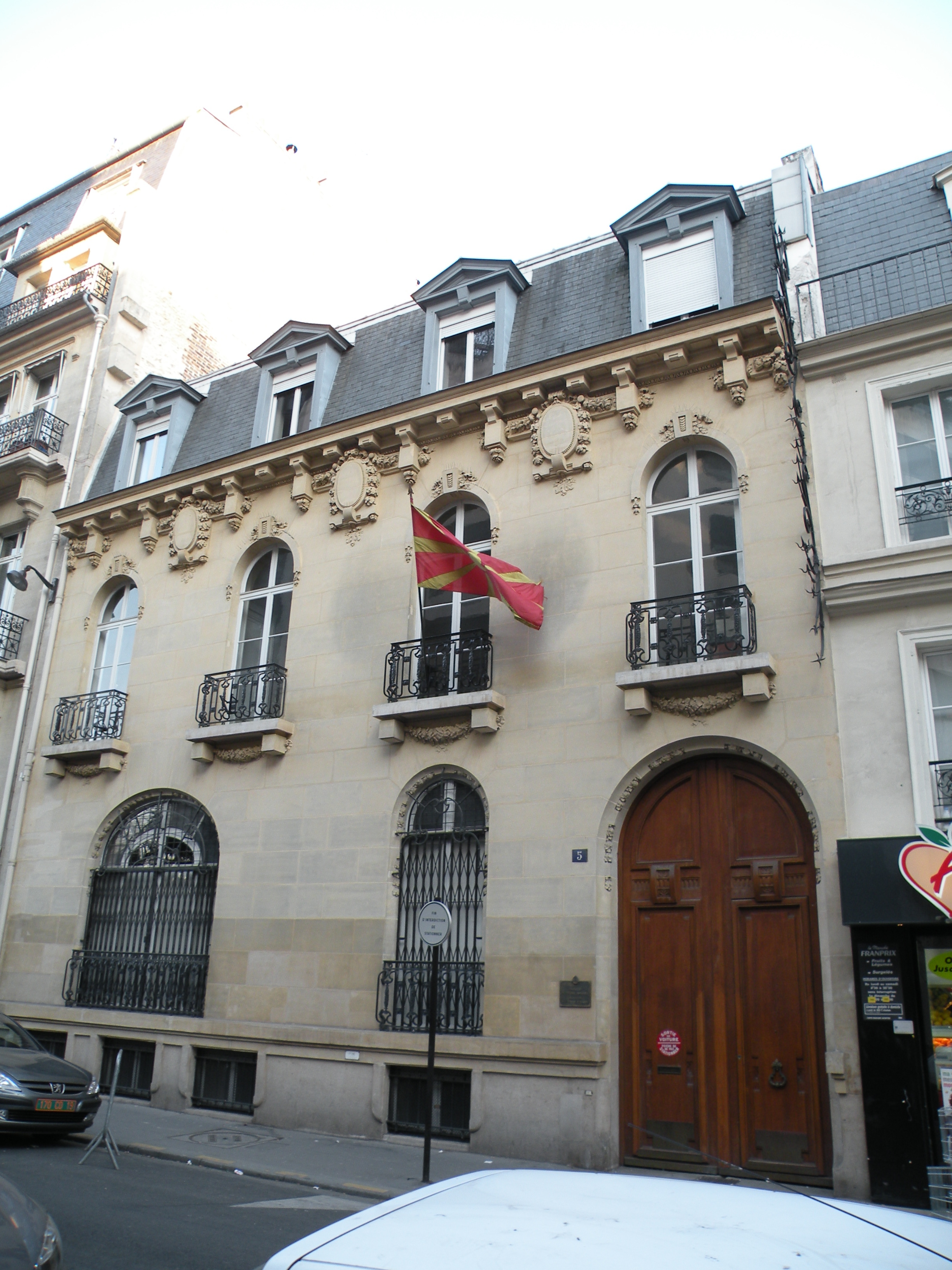
파리 주재 북마케도니아 대사관

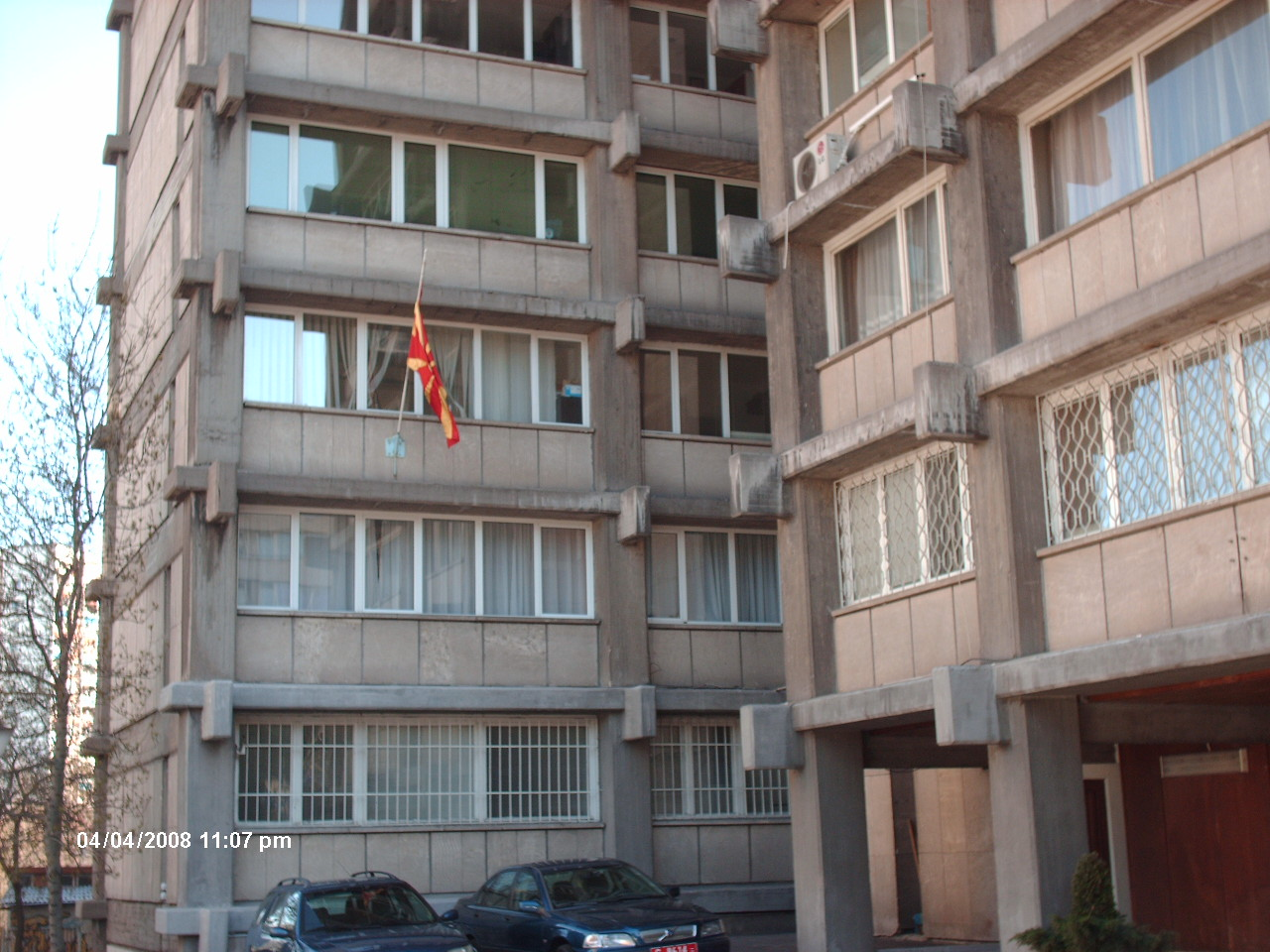
소피아 주재 북마케도니아 대사관

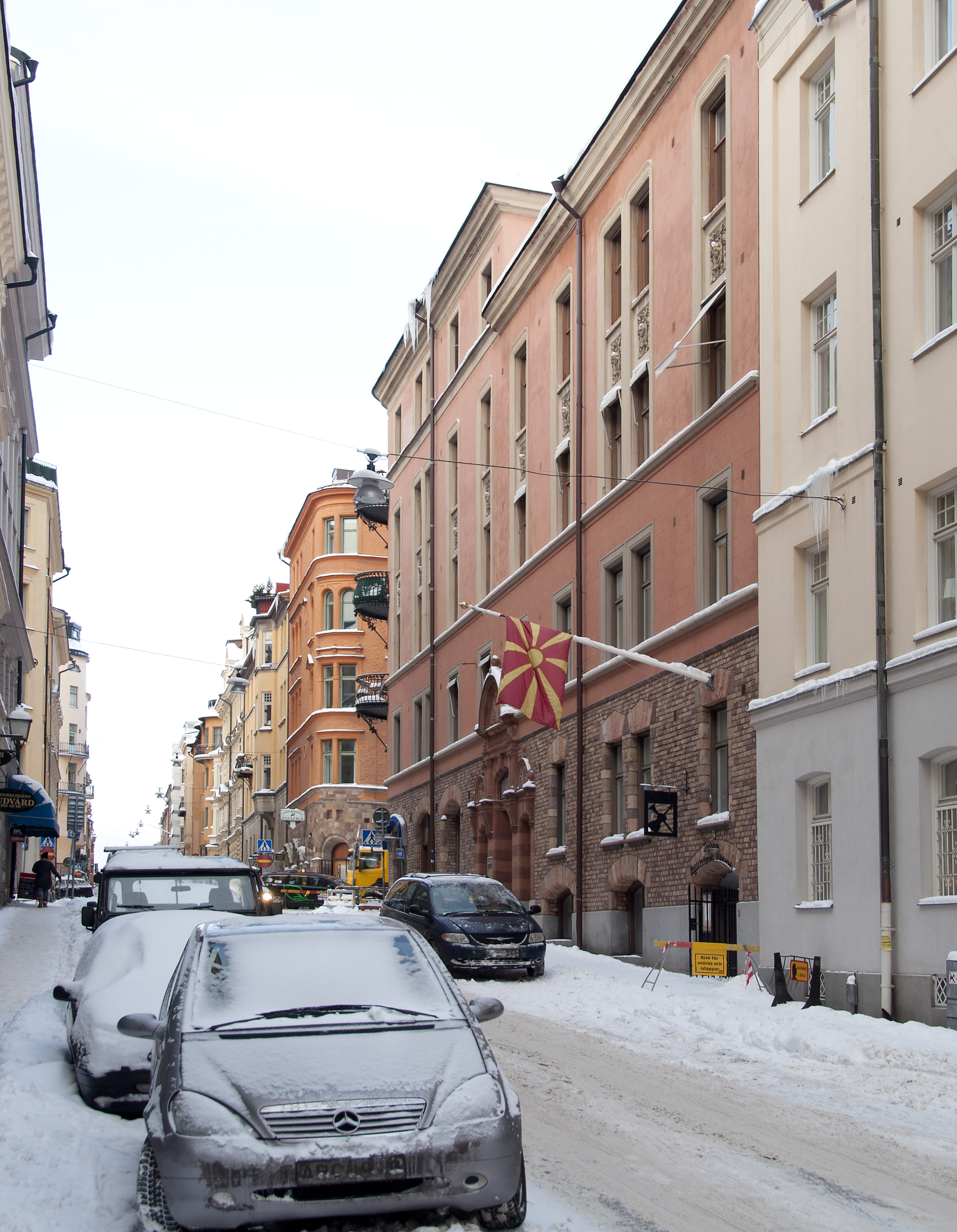
스톡홀름 주재 북마케도니아 대사관

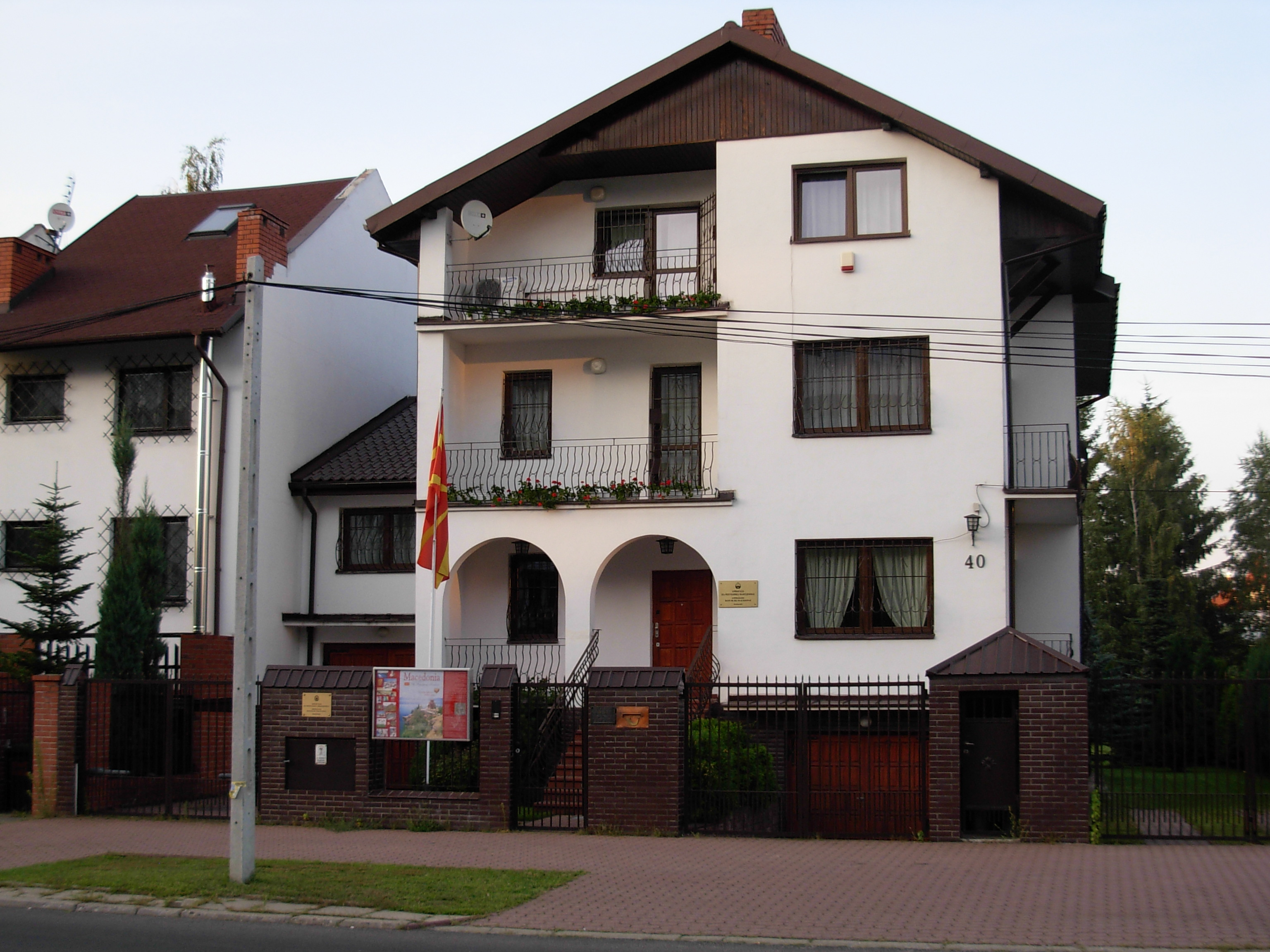
바르샤바 주재 북마케도니아 대사관

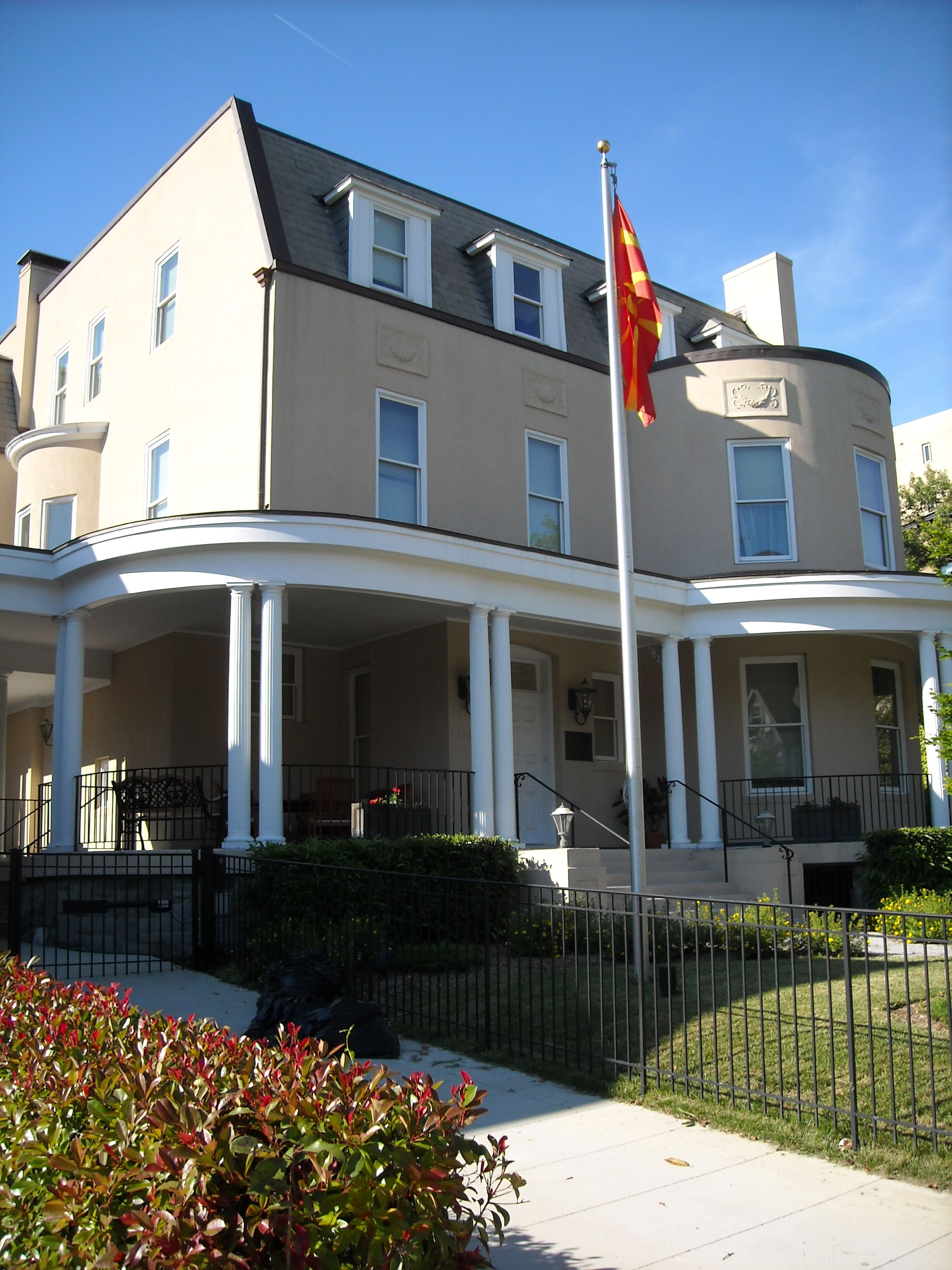
미국 워싱턴 D.C. 주재 북마케도니아 대사관

북마케도니아의 재외공관 목록은 북마케도니아 주재 대사관을 각국에 상주시켜 놓는 것을 의미하며, 북마케도니아의 재외공관을 나열한 목록이다.

## 아프리카·오세아니아
- 이집트 : 카이로 (대사관)
- 오스트레일리아 : 캔버라 (대사관), 멜버른 (총영사관)

## 아메리카
- 캐나다 : 오타와 (대사관), 토론토 (총영사관)
- 브라질 : 브라질리아 (대사관)
- 미국 : 워싱턴 D.C. (대사관), 시카고·디트로이트·뉴욕 (총영사관)

## 아시아
- 중화인민공화국 : 베이징시 (대사관)
- 인도 : 뉴델리 (대사관)
- 이스라엘 : 텔아비브 (대사관)
- 일본 : 도쿄도 (대사관)
- 카타르 : 도하 (대사관)
- 튀르키예 : 앙카라 (대사관), 이스탄불 (총영사관)
- 아랍에미리트 : 아부다비 (대사관)

## 유럽
- 알바니아 : 티라나 (대사관)
- 오스트리아 : 빈 (대사관)
- 벨기에 : 브뤼셀 (대사관)
- 보스니아 헤르체고비나 : 사라예보 (대사관)
- 불가리아 : 소피아 (대사관)
- 크로아티아 : 자그레브 (대사관)
- 체코 : 프라하 (대사관)
- 덴마크 : 코펜하겐 (대사관)
- 에스토니아 : 탈린 (대사관)
- 프랑스 : 파리 (대사관)
- 독일 : 베를린 (대사관), 프랑크푸르트암마인 (총영사관), 본 (분관)
- 그리스 : 아테네 (연락 사무소), 테살로니키 (출장소)
- 헝가리 : 부다페스트 (대사관)
- 이탈리아 : 로마 (대사관), 베니스 (총영사관)
- 코소보 : 프리스티나 (대사관)
- 몬테네그로 : 포드고리차 (대사관)
- 네덜란드 : 헤이그 (대사관)
- 노르웨이 : 오슬로 (대사관)
- 폴란드 : 바르샤바 (대사관)
- 루마니아 : 부쿠레슈티 (대사관)
- 러시아 : 모스크바 (대사관)
- 세르비아 : 베오그라드 (대사관)
- 슬로베니아 : 류블랴나 (대사관)
- 스페인 : 마드리드 (대사관)
- 스웨덴 : 스톡홀름 (대사관)
- 스위스 : 베른 (대사관)
- 우크라이나 : 키예프 (대사관)
- 영국 : 런던 (대사관)

## 대표부
- 브뤼셀 : EU, NATO 북마케도니아 정부 대표부
- 제네바 : 유엔을 비롯한 각 개별 단체들이 소속된 북마케도니아 정부 대표부
- 뉴욕 : 유엔 북마케도니아 정부 대표부
- 파리 : 유네스코 북마케도니아 정부 대표부
- 로마 : FAO 북마케도니아 정부 대표부
- 스트라스부르 : 유럽 평의회 북마케도니아 정부 대표부
- 빈 : 유럽 안보 협력 기구 북마케도니아 정부 대표부

## 같이 보기
- 북마케도니아 주재 외국공관 목록